# 卡皮诺塔县

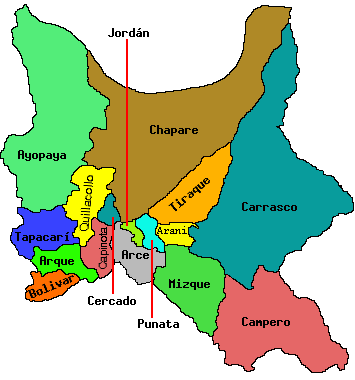

卡皮諾塔县（西班牙語：Provincia de Capinota），是玻利維亞的县份，位於該國中部，屬於科恰班巴省的一部分，县府設於卡皮諾塔，面積413平方公里，2001年人口8,635，人口密度每平方公里20.9人。